# Luís Pereira de Castro
Luís Pereira de Castro (1582 — Lisboa, 20 de dezembro de 1649) foi um magistrado, jurisconsulto, diplomata e poeta, formado em Cânones pela Universidade de Coimbra. Foi irmão de Gabriel Pereira de Castro.

## Biografia
Formado em cânones pela Universidade de Coimbra, presbítero e cónego doutoral em Braga e Coimbra, enveredou pela magistratura, tendo desempenhado, entre outros, os cargos de desembargador do Paço, desembargador e chanceler da Casa da Suplicação, deputado da Bula da Cruzada, deputado da Inquisição e deputado na Mesa da Consciência e Ordens.
Após a Restauração Portuguesa, foi encarregado por D. João IV de Portugal de algumas importantes missões diplomáticas ligadas ao reconhecimento da recém-restaurada monarquia portuguesa. Entre essas missões conta-se em 1643 a malograda negociação junto da corte francesa do casamento da Duquesa de Montpensier, sobrinha de Luís XIII de França, com o príncipe D. Teodósio de Bragança, príncipe do Brasil.
Em 1646, em conjunto com Francisco de Andrade Leitão e Rodrigo Botelho de Morais, representou o monarca português nas negociações da Paz de Vestfália realizadas em Münster (Westfälischen Friedenskongress em Münster), embora não tenha chegado a ser acreditado. Apesar disso, os emissários portugueses mantiveram uma ampla atividade diplomática, com múltiplos contactos com os participantes à margem do congresso, promovendo a causa portuguesa.
Conhecem-se as seguintes obras publicadas:
- Memorial a D. João IV;
- De lege mentali;
- Regimento que se há de observar no Tribunal da Bula da Santa Cruzada e dos mais ministros e oficiais subordinados a ela.